# Karl-Heinz Hopp
Karl-Heinz Hopp (Allenstein, 20 novembre 1936 – Lubecca, 11 febbraio 2007) è stato un canottiere tedesco.

## Palmarès

### Olimpiadi
- 1 medaglia[1]:
  - 1 oro (Roma 1960 nell'otto)

### Europei
- 3 medaglie[2]:
  - 3 ori (Poznań 1958 nell'otto; Mâcon 1959 nell'otto; Praga 1961 nel quattro senza)